# Strade
Strade (iriska: An tSráid) är en ort i republiken Irland.   Den ligger i grevskapet Maigh Eo och provinsen Connacht, i den nordvästra delen av landet, 200 km väster om huvudstaden Dublin. Strade ligger 27 meter över havet och antalet invånare är 570.
Terrängen runt Strade är huvudsakligen platt, men åt sydost är den kuperad.Runt Strade är det ganska glesbefolkat, med 22 invånare per kvadratkilometer. Närmaste större samhälle är Castlebar, 13,2 km sydväst om Strade. Trakten runt Strade består i huvudsak av gräsmarker.